# Cachoeira do Sul
Cachoeira do Sul, deutsch Wasserfall des Südens, amtlich portugiesisch Município de Cachoeira do Sul, ist eine Stadt und Gemeinde im brasilianischen Bundesstaat Rio Grande do Sul der Região Sul. Die Bevölkerungszahl wurde zum 1. Juli 2021 auf 81.552 Einwohner geschätzt, die auf einer Gemeindefläche von rund 3735 km² leben und Cachoeirenser genannt werden.
Die Entfernung zur Hauptstadt Porto Alegre beträgt 196 km. Sie trägt den Städtespitznamen Nationale Reishauptstadt. Neben Reisanbau und -verarbeitung sowie Weizenanbau ist die Gemeinde auch durch die Produktion von Pekannüssen und Rinderhaltung bekannt.
Mit sechs weiteren Gemeinden bildet sie die staatliche Entwicklungsregion COREDE Jacuí-Centro des Vale do Jacuí.

## Geographie
Der Hauptort des Munizips liegt am linken Ufer des Rio Jacuí, der vom Rio Guaíba flussaufwärts bis Cachoeira do Sul mit Booten schiffbar ist.
Umliegende Gemeinden sind im Norden Novo Cabrais, Candelária, Paraíso do Sul, im Osten Rio Pardo, im Süden Encruzilhada do Sul, Santana da Boa Vista, Caçapava do Sul, im Westen São Sepé und Restinga Sêca.
Das Biom ist Pampa mit hügeligem Grasland, früher auch Mata Atlântica. Die Gemeinde liegt in der großen Zentralsenke von Rio Grande do Sul. Die Gemeinde hat zahlreiche Bäche, Flüsse und Seen, insbesondere bewässern dabei die kleineren Bäche die Reisfelder.

### Klima
Die Gemeinde hat tropisch gemäßigtes Klima, Cfa nach der Klimaklassifikation nach Köppen und Geiger. Die Durchschnittstemperatur ist 19,4 °C. Die durchschnittliche Niederschlagsmenge liegt bei 1416 mm im Jahr.
|                   | Jan  | Feb  | Mär  | Apr  | Mai  | Jun  | Jul  | Aug  | Sep  | Okt  | Nov  | Dez  |   |      |
| Temperatur (°C)   | 24,8 | 23,7 | 20,9 | 18,2 | 15,4 | 14,8 | 15,2 | 16,4 | 18,4 | 20,7 | 23,2 | 21,0 | Ø | 19,4 |
| Niederschlag (mm) | 140  | 135  | 141  | 106  | 99   | 107  | 106  | 105  | 118  | 116  | 121  | 122  | Σ | 1416 |

## Geschichte
Im 16. und 17. Jahrhundert war es Durchzugsgebiet von Bandeirantes, in die weiten Prärien im Westen wurden zur Zeit der Kolonialkriege zur Unterstützung der Militärs azoreanische Siedler gebracht. Die dort lebende einheimische Guaraníbevölkerung wurde von spanischen Jesuiten zum Christentum bekehrt, nach dem Guaraní-Krieg hatten katechetisierte Indios am Rio Jacuí bei dem als Stromschnellen bekannten „Passo do Fandango“ ein Dorf, wo eine Kapelle, die Capela de São Nicolau, errichtet worden war, heute im Stadtteil Aldeia. Am 10. Juli 1779 war daraus der Pfarrbezirk Freguesia de São Nicolau da Cachoeira de San José errichtet worden, 1781 umbenannt in Freguesia de Nossa Senhora da Conceição de Cachoeira. Die Pfarrei war dem Bischof von Rio de Janeiro unterstellt, verwaltungstechnisch unterstand die Gemeinde dem Vila do Rio Pardo (heute Rio Pardo). An die Militärs war Landbesitz, die sesmarias verteilt worden. Schwarzafrikanische Sklaven wurden für die Feldarbeit angeschafft.
Von 1807 bis 1821 gehörte das Land zum Kapitanat São Pedro do Rio Grande do Sul, danach zur Provinz São Pedro do Rio Grande do Sul, beide Vorläufer des heutigen Bundesstaates.
Durch einen königlichen Erlass (alvará) vom 26. Juli 1819 wurde es von König João VI zur Vila Nova de São João da Cachoeira erhoben, die tatsächliche Emanzipation erfolgte erst am 5. Oktober 1820, was als Gründungsdatum gilt und im Stadtwappen aufgeführt ist. Es bildete das letzte von fünf sehr großen Verwaltungsbezirken im frühen Rio Grande do Sul des Übergangs von portugiesischem Königreich zum Kaiserreich Brasilien. Die Gemeinde durchlief die vollständige Abfolge einer brasilianischen Stadtwerdung: erst Dorf, dann Vila (1819), dann Cidade (15. Dezember 1859) mit Umbenennung in Cachoeira. Wegen Namensgleichheit mit anderen brasilianischen Orten wurde die Gemeinde 1944 umbenannt in Cachoeira do Sul. Sie spielte im 19. Jahrhundert bei den Unabhängigkeitsbewegungen und Unruhen eine Rolle, so besonders in der Farrapen-Revolution und der kurzlebigen Republik Piratini. Es hatte sich eine städtische Elite vorwiegend aus Großgrundbesitzern gebildet. Stadtplanung wurde mit Ernsthaftigkeit aber nicht immer mit Erfolg betrieben, so wurden nach portugiesischem Vorbild quadratische Wohnblöcke errichtet mit strengen Auflagen für die Häuserkonstruktion, es gab in der ersten Hälfte des 19. Jahrhunderts jedoch immer mehr Bauanträge von Grundstückseigentümern. Der Hauptort des Munizips kam bis zum 20. Jahrhundert nicht über den Status einer Kleinstadt hinaus, das Gemeindegebiet wurde 1900 mit 6002 km² angegeben, auf denen insgesamt nur 32.510 Einwohner lebten.

### Deutsche Landwirtschaftskolonien
Von Bedeutung für Cachoeira wurde die Ankunft 1857 von deutschen Siedlern, die vorwiegend aus Pommern stammten. Die primäre Kolonie war die ehemalige Colônia Santo Ângelo, die auf heutigen Gebieten von Agudo, Paraíso do Sul und Cachoeira lag. Sie führten den Reisanbau in der Region ein. Um 1880 folgten italienische Einwanderer. Aus Steuererhebungsgründen war Ende des 19. Jahrhunderts beschlossen worden, das Gemeindegebiet in sechs große Distrikte aufzuteilen, wodurch das Kolonisierungsgebiet zerschlagen wurde und die Kolonie sich nicht zu einer eigenständigen Stadt entwickeln konnte.

## Kommunalverwaltung
Die Exekutive liegt bei dem Stadtpräfekten (Bürgermeister). Bei der Kommunalwahl 2016 wurde Sergio Ghignatti des Partido Democrático Trabalhista (PDT) zum Stadtpräfekten für die Amtszeit von 2017 bis 2020 gewählt. Bei der Kommunalwahl 2020 wurde er durch José Otávio Germano von den Progressistas (PP) für die Amtszeit von 2021 bis 2024 abgelöst.
Die Legislative liegt bei einem 15-köpfigen gewählten Stadtrat, den vereadores der Câmara de Vereadores.
Seit 1960 ist die Gemeinde in sieben Verwaltungsbezirke geteilt: Distrito de Cachoeira do Sul (Munizipalsitz), Distrito de Barro Vermelho, Distrito de Capané, Distrito de Cordilheira, Distrito de Bosque, Distrito de Ferreira und den Distrito de Três Vendas.

## Bevölkerungsentwicklung
1872 lebten in Cachoeira 11.756 Personen, davon 9620 freie Bürger und 2136 Sklaven. Ab den 1980er Jahren ist eine zunehmende Landflucht zu beobachten.
| Jahr | Einwohner | Stadt  | Land   |
| --- | --------- | ------ | ------ |
| 1900 | 32.510    |        |        |
| 1920 | 58.578    |        |        |
| 1940 | 83.729    | 19.621 | 64.108 |
| 1950 | 94.110    | 26.374 | 67.736 |
| 1960* | 84.512    | 40.234 | 44.278 |
| 1970 | 94.261    | 52.044 | 42.217 |
| 1980 | 93.341    | 62.105 | 31.236 |
| 1991** | 85.456    | 71.222 | 14.234 |
| 2000 | 87.873    | 74.119 | 13.754 |
| 2010 | 83.827    | 71.700 | 12.127 |
| 2021 | 81.552    | ?      | ?      |
| Hier fehlt eine Grafik, die leider im Moment aus technischen Gründen nicht angezeigt werden kann. Wir arbeiten daran! |           |        |        |

Quelle: IBGE (2011)
Anm. *: Gebietsreformen, Verlust hauptsächlich ländlicher Anteile.
Anm.**: Abweichung für 1991 innerhalb zweier Angaben des IBGE um 3692 Personen.

## Ethnische Zusammensetzung
Ethnische Gruppen nach der statistischen Einteilung des IBGE (Stand 2000 mit 87.873, Stand 2010 mit 83.827 Einwohnern):
| Gruppe      | Anteil 2000 | Anteil 2010 | Anmerkung                        |
| ----------- | ----------- | ----------- | -------------------------------- |
| Brancos     | 76.376      | ▼ 70.570    | Weiße, Nachfahren von Europäern  |
| Pretos      | 6.306       | ▲ 6.636     | Schwarze                         |
| Pardos      | 4.879       | ▲ 6.429     | Mischrassige, Mulatten, Mestizen |
| Amarelos    | 0           | ▲ 167       | Asiaten                          |
| Indígenas   | 128         | ▼ 25        | indigene Bevölkerung             |
| ohne Angabe | 184         | –           |                                  |

## Durchschnittseinkommen und Lebensstandard
Das monatliche Durchschnittseinkommen betrug 2017 den Faktor 2,2 des brasilianischen Mindestlohns (Salário mínimo) von R$ 880,00 (Einkommen umgerechnet für 2019: rund 438 € monatlich). Der Index der menschlichen Entwicklung (HDI) ist mit 0,742 für 2010 als hoch eingestuft.
2017 waren 16.327 Personen oder 19,1 % der Bevölkerung als fest im Arbeitsverhältnis stehend gemeldet, 31,2 % der Bevölkerung hatten 2010 ein Einkommen von der Hälfte des Minimallohns.
Das Bruttosozialprodukt pro Kopf betrug 2016 27.143,23 R$, das Bruttosozialprodukt der Gemeinde belief sich 2016 auf 2.323.460,38 × Tsd. R$.

## Bildung

### Analphabetenquote
Cachoeira do Sul hatte 1991 eine Analphabetenquote von 18 % (inklusive nicht abgeschlossener Grundschulbildung), die sich bei der Volkszählung 2010 bereits auf 9 % reduziert hatte. Rund 20,1 % der Bevölkerung waren 2010 Kinder und Jugendliche bis 15 Jahre.

### Hochschulbildung
Sowohl die konfessionelle Universidade Luterana do Brasil (ULBRA) wie die landeseigene Universidade Estadual do Rio Grande do Sul (UERGS) unterhalten in Cachoeira do Sul einen Campus.

## Kultur

### Bauwerke
Kultur- und Baudenkmäler unterstehen dem 1981 gegründeten Conselho Municipal do Patrimônio Histórico-Cultural (COMPAHC, Städtischer Rat für Historisch-Kulturelles Erbe).
Das Museu Municipal de Cachoeira do Sul ist ein Regionalmuseum, das Gebäude hatte seit Errichtung 1865 verschiedene Funktionen, stilistisch verbindet es Elemente aus Kolonialstil der Kolonialzeit Brasiliens und des Neoklassizismus. Das Gebäude steht unter Denkmalschutz.
Ebenso erhielt das 1938 eröffnete, im Art-déco-Stil erbaute „Cine-Teatro Coliseu“ Denkmalstatus.

#### Auswahl
Die Hauptkirche Catedral Nossa Senhora da Conceição wurde ab 1793 erbaut und am 30. September 1799 eingeweiht. Sie ist im portugiesisch-brasilianischen Kolonialstil erbaut, erfuhr einige Renovierungen und steht seit 1985 unter Denkmalschutz.
Der „Palácio Legislativo João Neves da Fontoura“ ist seit 1985 Baudenkmal. Es wurde für die Firma Azevedo Moura & Gertrum 1927 im neoklassizistischen Stil erbaut, beherbergte die Provinzialbank und ist seit 1983 Sitz des Stadtrats.

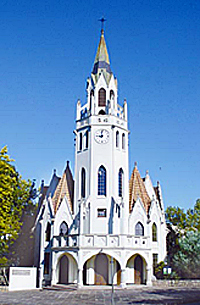
Martin-Luther-Tempel, erbaut von Theodor Wiederspahn
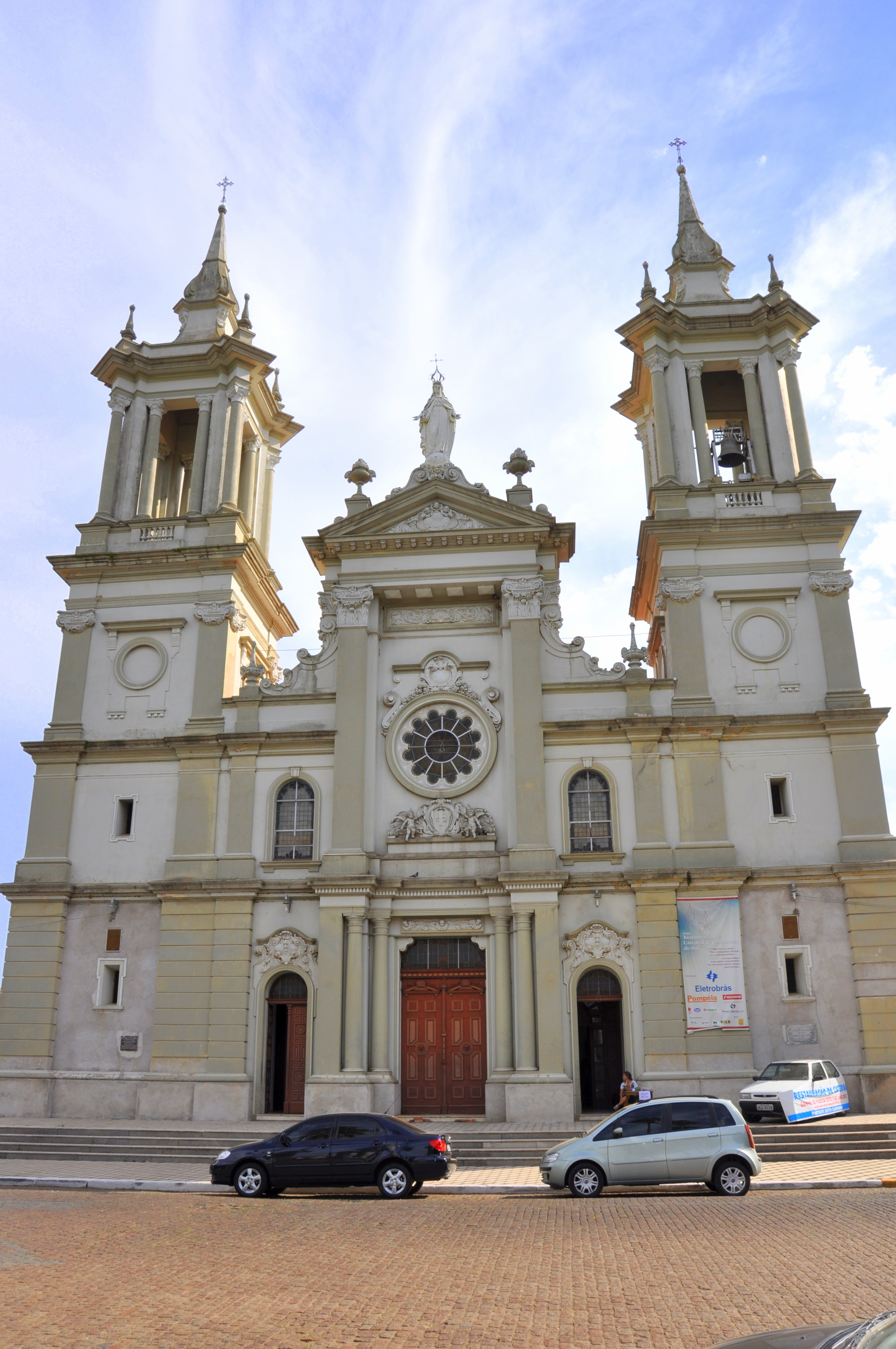
Kathedrale Nossa Senhora da Conceição
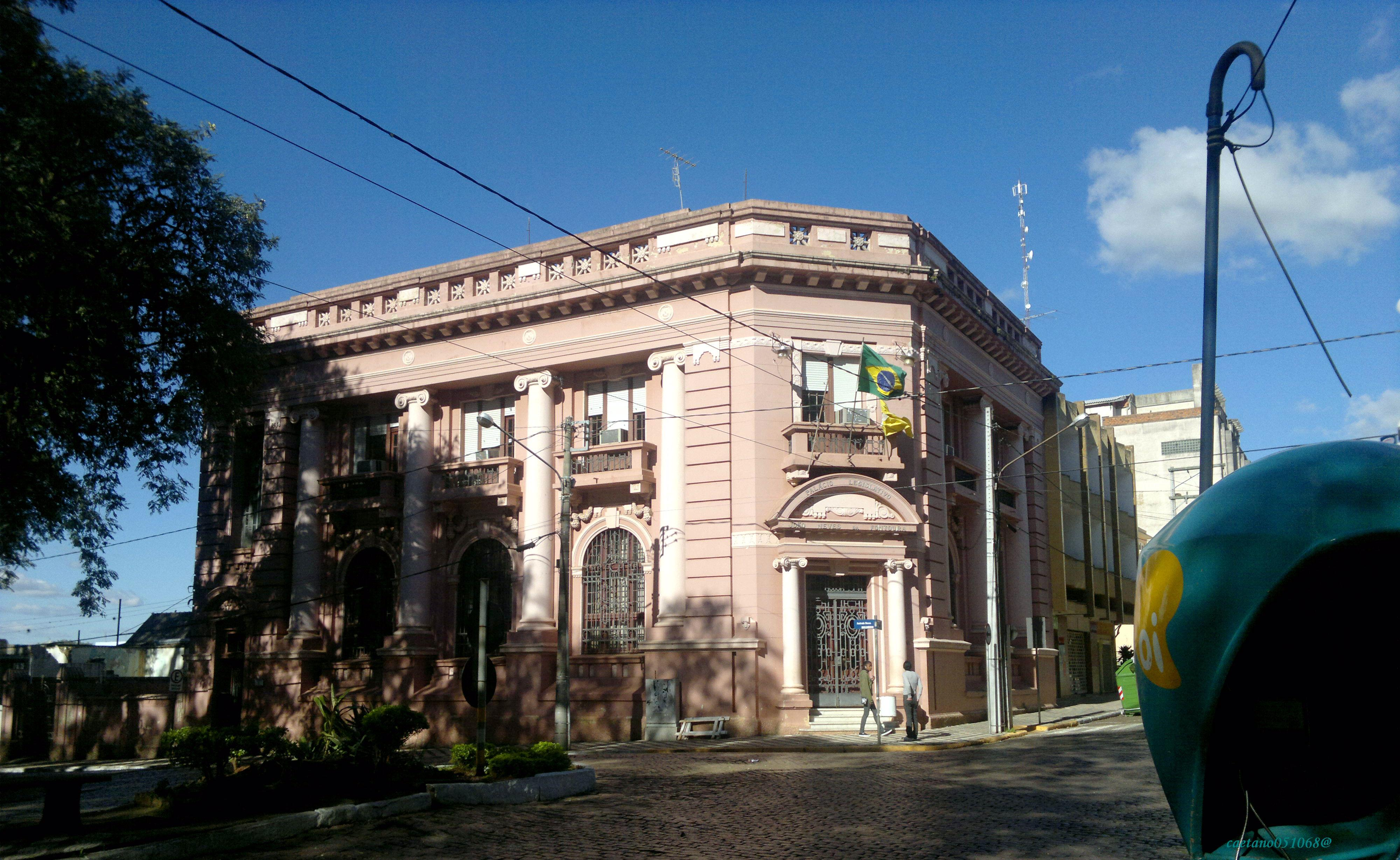
Palácio Legislativo
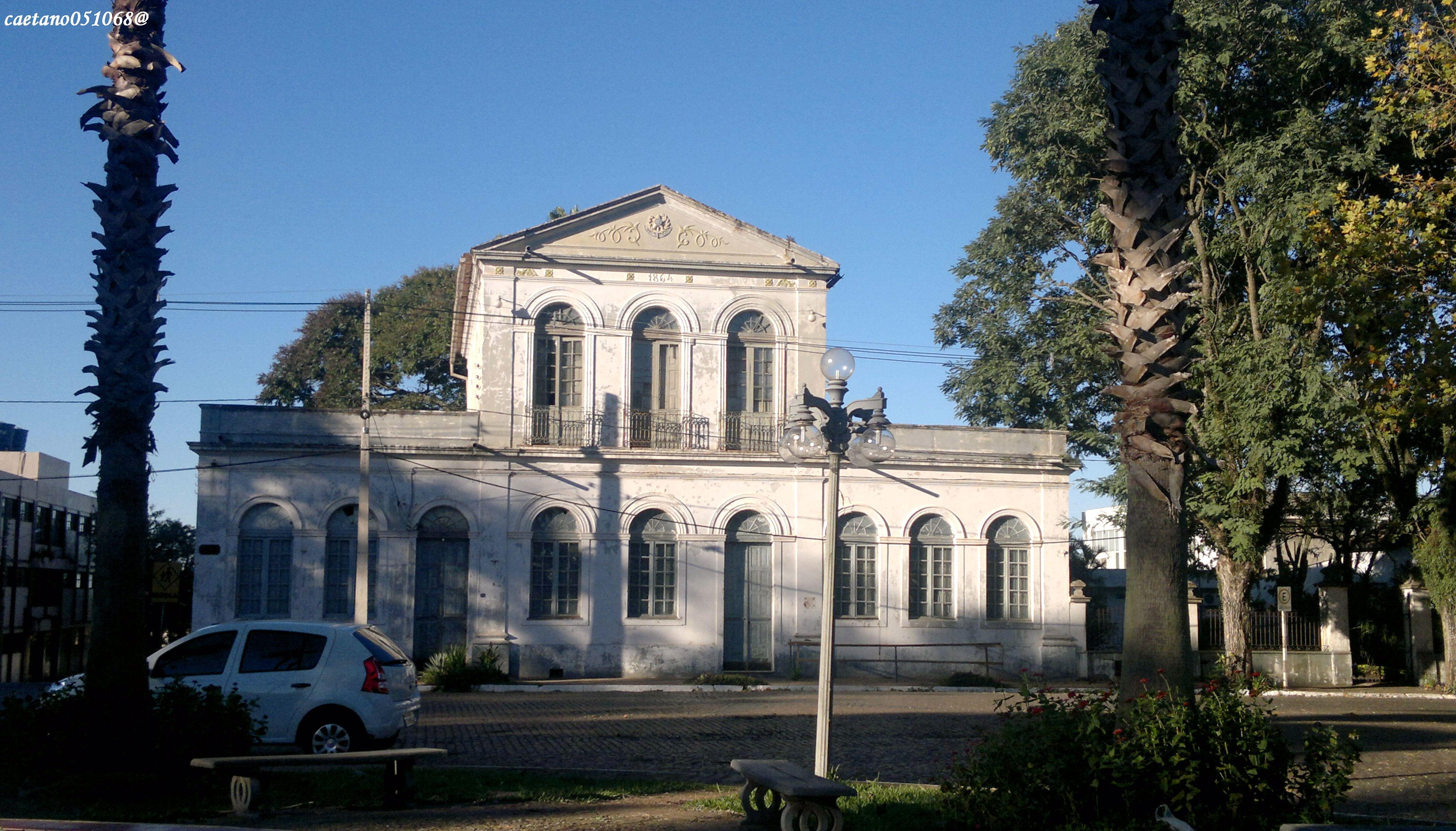
Sitz des Stadtmuseums

## Medien
Führendes Nachrichtenorgan ist die seit 1929 erscheinende Zeitung Jornal do Povo. Von 1900 bis 1966 erschien die Zeitung O Commercio.

## Verkehr
In nord-südlicher Richtung führt die BR-153 durch die Stadt, von Osten kommend endet hier die Landesstraße RS-403. Die ost-westliche Autobahn BR-290 stößt weiter südlich auf die BR-153. Im Ort überquert die BR-153 die 1961 eingeweihte Brücke Ponte de Fandango bei dem Schleusenwehr Barragem do Fandango. Der Flusshafen Porto de Cachoeira do Sul ist weiterhin nicht fertiggestellt.

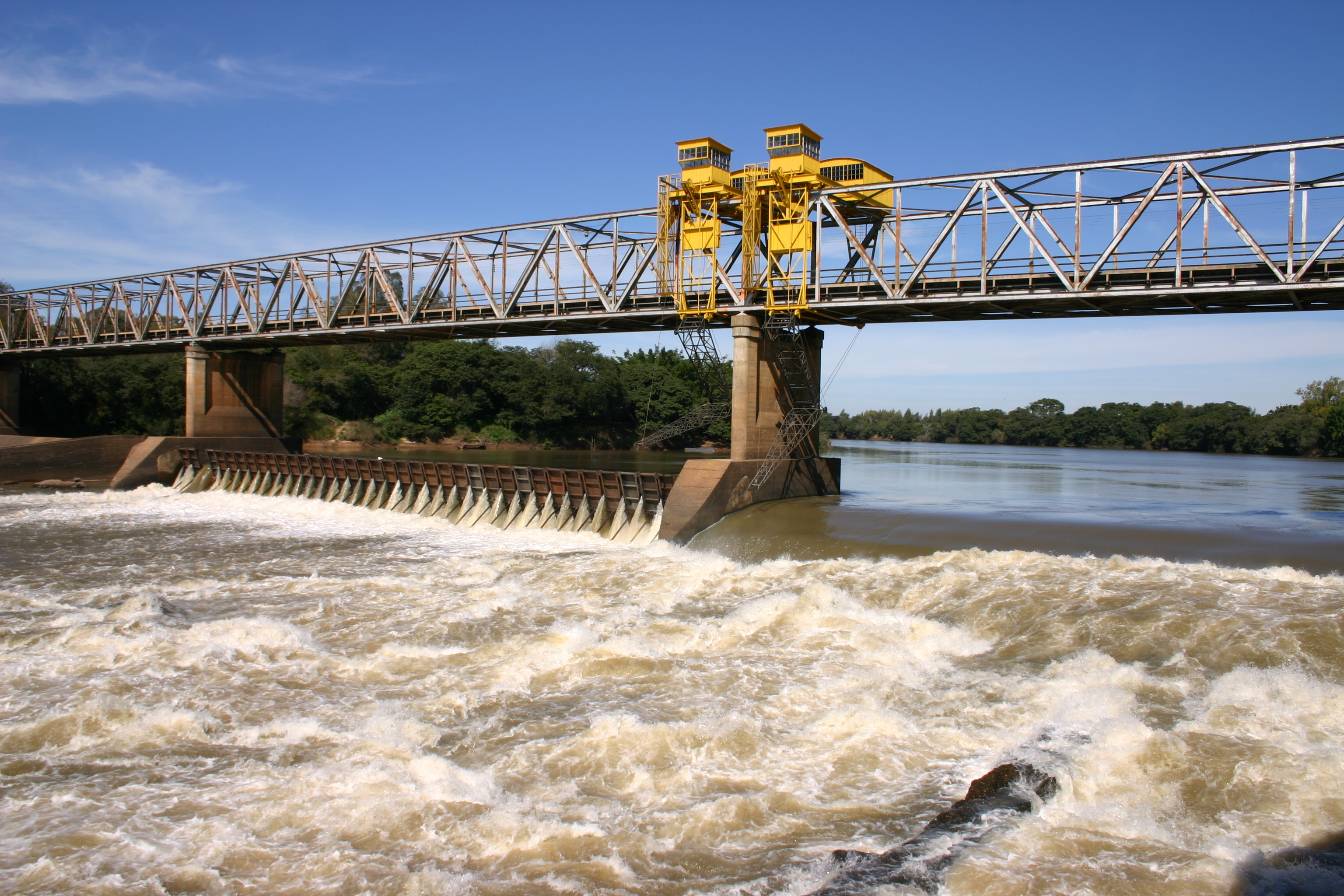
Brücke über den Rio Jacuí
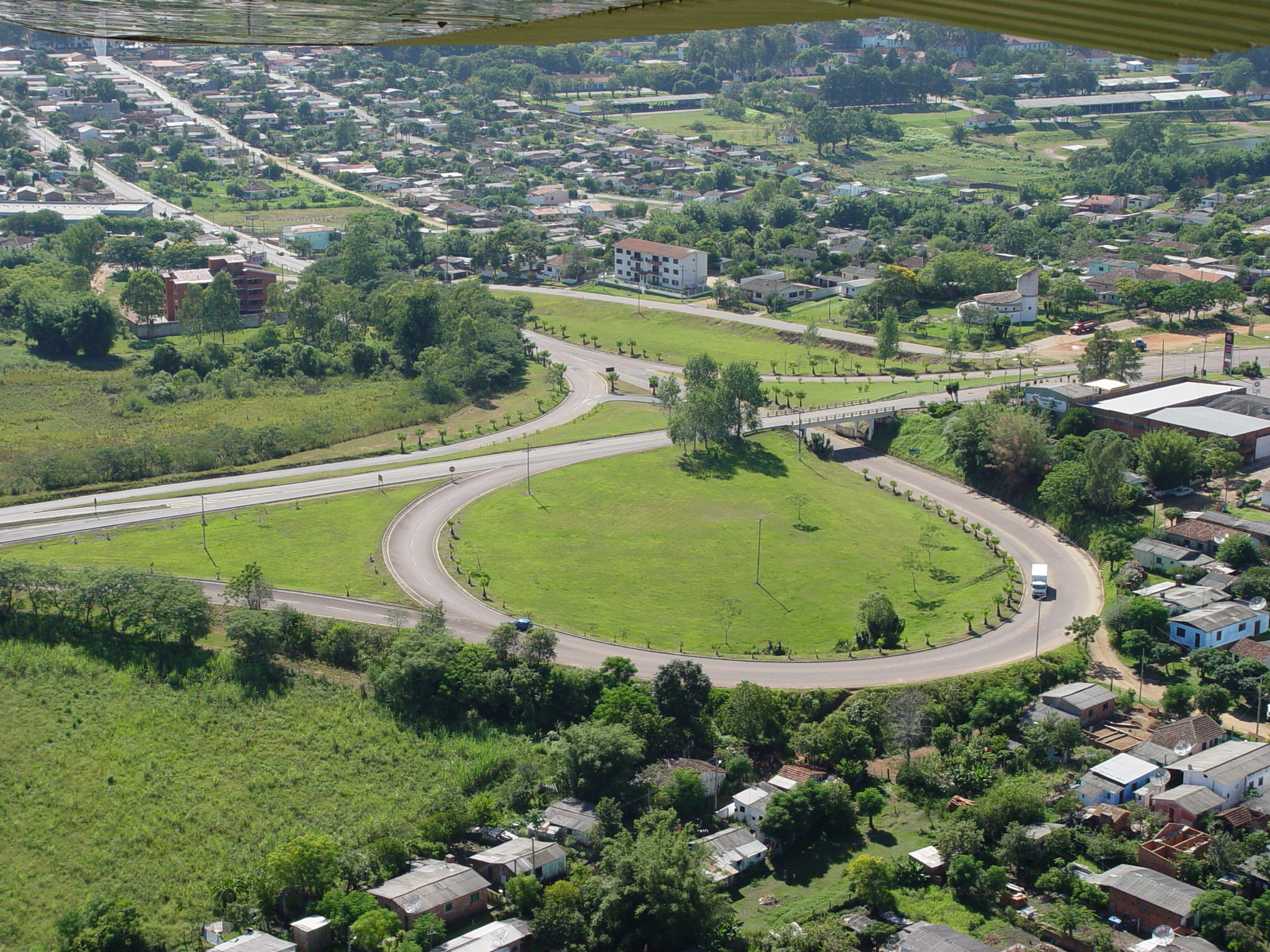
Panoramablick mit Zubringerkreisverkehr, BR-153

Nordwestlich des Ortskerns liegt der Flugplatz Cachoeira do Sul (Aeroporto de Cachoeira do Sul Nero Moura). Im Norden des Stadtkerns lag der ehemalige Bahnhof der Estrada de Ferro Porto Alegre-Uruguaiana, er wurde 1883 eingeweiht und sorgte für Aufschwung des damals kleinen Ortes. 1973 wurde der Bahnhof stillgelegt, da für eine neue Streckenführung 1973 der Bahnhof Cachoeira do Sul-Nova, vom Stadtzentrum entfernter im Stadtviertel Oliveira gelegen, errichtet wurde. Das alte Bahnhofsgebäude wurde für eine Platzgestaltung abgerissen und die Schienen entfernt.

## Sport
Der Ort hat die Fußballvereine Cachoeira Futebol Clube und Grêmio Esportivo São José.

## Bistum Cachoeira do Sul
Der Ort ist Sitz des Bistums Cachoeira do Sul.

## Söhne und Töchter der Stadt
- João Neves da Fontoura (1887–1963), Politiker und Autor
- Francisco Mauro Salzano (1928–2018), Genetiker
- Alcione Sortica, genannt „Caco“ (* 1935), Schriftsteller[23]
- Gottfried Brakemeier (* 1937), deutsch-brasilianischer Theologe und Hochschullehrer
- Nelson Aerts (* 1963), Tennisspieler
- Marlon Arator Santos da Rosa, bekannt als Marlon Santos (* 1975), Politiker (Stadtpräfekt und Bundesabgeordneter)
- Marlon Santos, das ist Marlon Santos da Silva Barbosa (* 1995), Fußballspieler
- Chrigor Flores Moraes (* 2000), Fußballspieler